# Gío (Illano)
Gío (Xío en eonaviego y oficialmente) es una parroquia que pertenece al concejo de Illano. Está en la ladera occidental del valle del Río Navia; en la parte izquierda aguas abajo, sobre una loma, con una vista privilegiada que abarca un buen tramo del río, embalsado por la presa de la central hidroeléctrica de Doiras.
Limita con Cedemonio según se viene por la carretera regional AS-12, que parte desde Navia hacia Grandas de Salime y Fonsagrada.
Por el otro lado del Río nos encontramos, según descendemos, con: Lombatin, Villar de Bullaso, Bullaso (casi enfrente) y, más abajo, Lantero (Illano)
Son unas cuantas casas. Destaca por su arquitectura el palacio de Monjardín. Se adivina antiguo esplendor de encalado blanco, anchas paredes; y tejado con varias caídas de pizarra gruesa, en mal estado de conservación. Existe un patio interior, y se adivina un escudo de armas en un gran pórtico de entrada.
El Principado de Asturias está intentando repoblar el monte de la zona con aprovechamientos forestales de árboles autóctonos y pinos. También se intentan recuperar antiguos pastos con el fin de realzar la explotación ganadera.
En las laderas que dan al río, se ven gran cantidad de castaños, abedules y antiguos robles. Abundan como en otros pueblos limítrofes el toxo y la xesta, que en periodo de floración dan un color amarillento, que embellece aún más su paisaje.
En la actualidad por este tramo del río Navia se realizan deportes fluviales. Tampoco es extraño ver pescadores en lancha, o lanzando cucharilla desde su angosta ribera.